# Казал-Комба
Казал-Комба (порт. Casal Comba)  —  район (фрегезия) в Португалии,  входит в округ Авейру. Является составной частью муниципалитета  Меальяда. Находится в составе крупной городской агломерации Большая Коимбра. По старому административному делению входил в провинцию Бейра-Литорал. Входит в экономико-статистический  субрегион Байшу-Воуга, который входит в Центральный регион. Население составляет 3298 человек. Занимает площадь 19,20 км².
Покровителем района считается Мартин Турский (порт. São Martinho). 